# Bismarck-Denkmal (Schwerin)

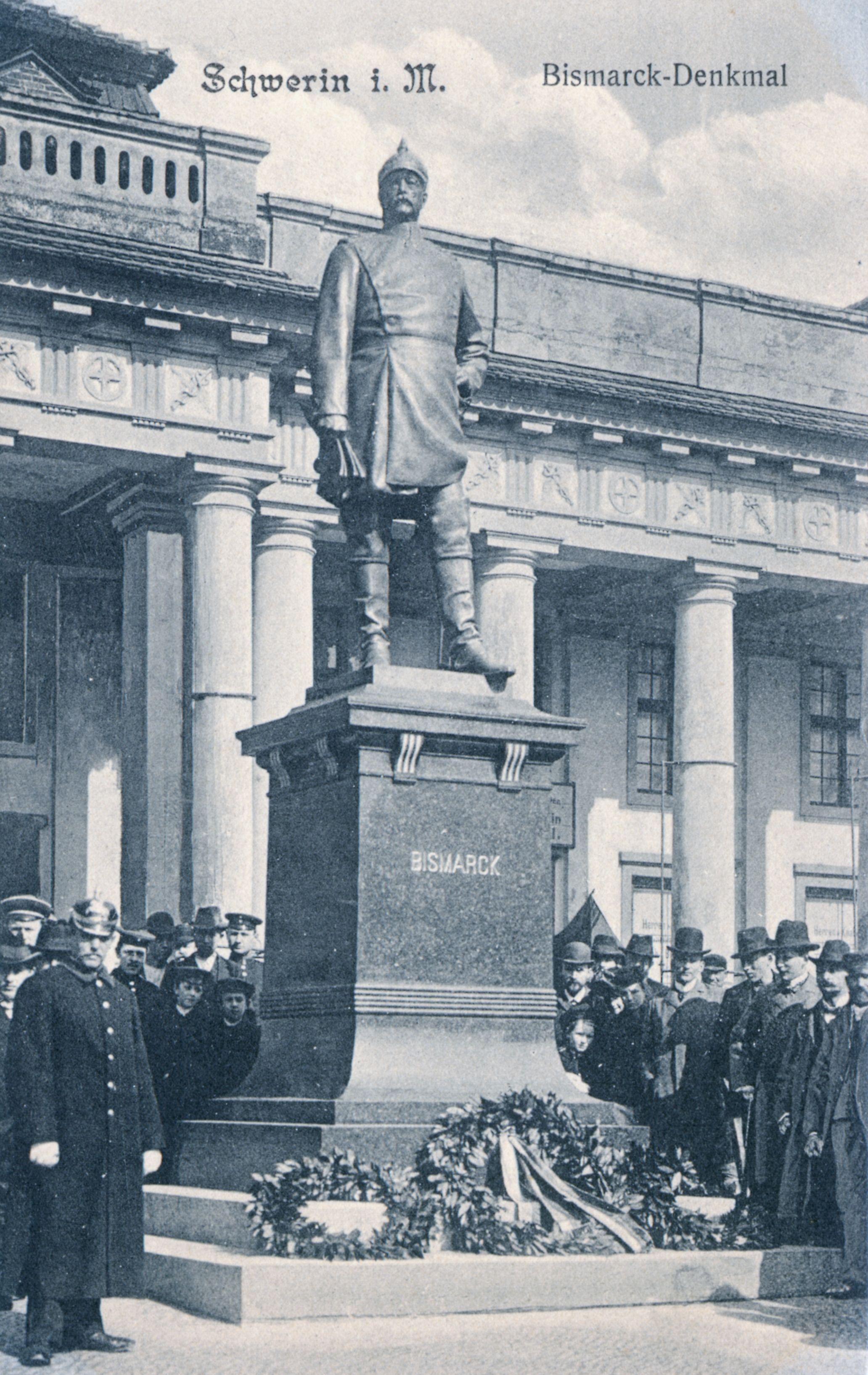
Zeitgenössische Ansichtskarte vom Bismarck-Denkmal

Das Bismarck-Denkmal in Schwerin wurde 1901 als Landesdenkmal Mecklenburgs zu Ehren des ersten deutschen Reichskanzlers enthüllt und ist nicht erhalten.

## Beschreibung
Das Denkmal zeigte das bronzene Standbild Bismarcks, die Linke in die Seite gestemmt, die Rechte leicht vorgestreckt, ein gefaltetes Schriftstück, die Reichsgründungsurkunde, haltend. Der profilierte Sockel aus poliertem roten Granit trug auf der Vorderseite nur die Inschrift „BISMARCK“. Die Gesamthöhe betrug fünf Meter, von denen knapp 2,70 Meter (1½-fache Lebensgröße) auf das Bronzestandbild entfielen.

## Geschichte
Im August 1898 trat in Schwerin eine Gruppe von Honoratioren zusammen mit dem Plan, zum Gedenken an den kurz zuvor verstorbenen ersten Reichskanzler in der Stadt ein Bismarckdenkmal zu errichten. Als der Plan mit dem Ziel, Spenden zu sammeln, publik gemacht worden war, bewarben sich mehrere Bildhauer, unter ihnen Wilhelm Wandschneider und Hugo Berwald. Ohne einen offenen Wettbewerb auszuschreiben, entschied sich das Komitee im Januar 1900 für einen von zwei Entwürfen Wandschneiders. Es war jener, mit dem der Künstler 1898 den Wettbewerb in Dortmund gewonnen hatte, der aber dort nicht zur Ausführung kam. Bereits im April stellte der Künstler das Hilfsmodell im Maßstab von 1:3 fertig. Der Guss erfolgte in der Gießerei Lauchhammer, die auch die neben dem Denkmal stehenden Kandelaber lieferte. Den Sockel aus schwedischem roten Granit fertigte die Firma Wölfel & Herold in Bayreuth. Die Gesamtkosten einschließlich Aufstellung und Enthüllungsfeier betrugen rund 34.500 Mark.

## Einweihung
Das Denkmal wurde am 1. April 1901 feierlich eingeweiht. Zu den Feierlichkeiten fanden sich zahlreiche Gäste ein, darunter natürlich die führenden Mitglieder der Großherzoglichen Familie, voran als Regent Herzog Johann Albrecht. Die Festrede hielt der Geheime Finanzrat, Reichstags-Abgeordneter Otto Büsing. Die Übergabe des Denkmals an die Stadt geschah durch den Bürgermeister in Schwerin, Karl Tackert, der auch Vorsitzender des Landeskomitees war.

## Verbleib
Das Denkmal überstand den Zweiten Weltkrieg unbeschadet, war aber schon 1939 vom Markt an den nun so benannten Bismarckplatz (vorher Strempelplatz) umgesetzt worden. Nach 1945 gab es in der Schweriner Stadtvertretung teils kontroverse Diskussionen über den Umgang mit den Denkmälern der Stadt. So wurde auch zu einem bislang nicht genau zu bestimmenden Zeitpunkt das Bismarckstandbild entfernt und auf dem städtischen Bauhof abgelagert. Von dort erfolgte später der Abtransport zur Verschrottung. Der Sockel stand noch 1954 auf dem am 30. April 1950 umbenannten Platz der Jugend, bevor auch er entfernt und von einem Steinmetz zu Grabsteinen verarbeitet wurde.

## Stellenwert
Insgesamt soll es im Deutschen Reich etwa 160 Bismarck-Standbilder (inkl. der Denkmäler mit Bismarck-Büsten) gegeben haben. Das Schweriner Bismarckdenkmal war das offizielle Landesdenkmal im damaligen Großherzogtum Mecklenburg-Schwerin. Ein weiteres Standbild gab es im Lande nicht, wohl aber eine Anzahl von Bismarcksteinen mit und ohne Relief. Wie kompliziert der Umgang mit diesen Hinterlassenschaften der Kaiserzeit war, zeigte sich in der Diskussion 1948 in Schwerin. Die Norddeutsche Zeitung kommentierte am 2. November 1948:

„(...) Der bei der letzten Stadtverordnetensitzung gestellte Antrag der SED, die Bismarck-Straße in "Straße der Einheit" und den Bismarck-Platz in "Platz der Republik" umzubenennen, wurde am Sonnabend auf der erneut einberufenen Stadtverordnetenversammlung durch geheime Wahl mit 26 gegen 24 Stimmen abgelehnt. (...) Mit der Ablehnung des SED-Antrages haben die Abgeordneten der LDP- und CDU-Fraktion einmal klar und eindeutig zum Ausdruck gebracht, daß es nicht gut ist, wenn ein Volk gewissermaßen seine ganze Tradition mit Knüppeln totschlagen will. Man mag zu Bismarck stehen wie man will, niemals kann abgeleugnet werden, daß er eine der markantesten Persönlichkeiten der deutschen Geschichte war. Man sollte sich in dieser Beziehung an anderen Nationen ein Beispiel nehmen; nirgends in der Welt findet man soviel Würdelosigkeit der Vergangenheit seines Volkes gegenüber, wie gerade bei den Deutschen. Es wäre besser, aus der Geschichte seines Volkes Lehren zu ziehen, anstatt sie mit Gewalt aus dem Gedächtnis der Zeitgenossen streichen zu wollen. Man erweist seinem Volke keinen guten Dienst damit, daß man seine Geschichte einfach negiert. Sich zu der Vergangenheit zu bekennen und aus den Fehlern dieser Vergangenheit zu lernen, darauf kommt es an. Alles andere ist Spiegelfechterei.“